# Robin John Tillyard

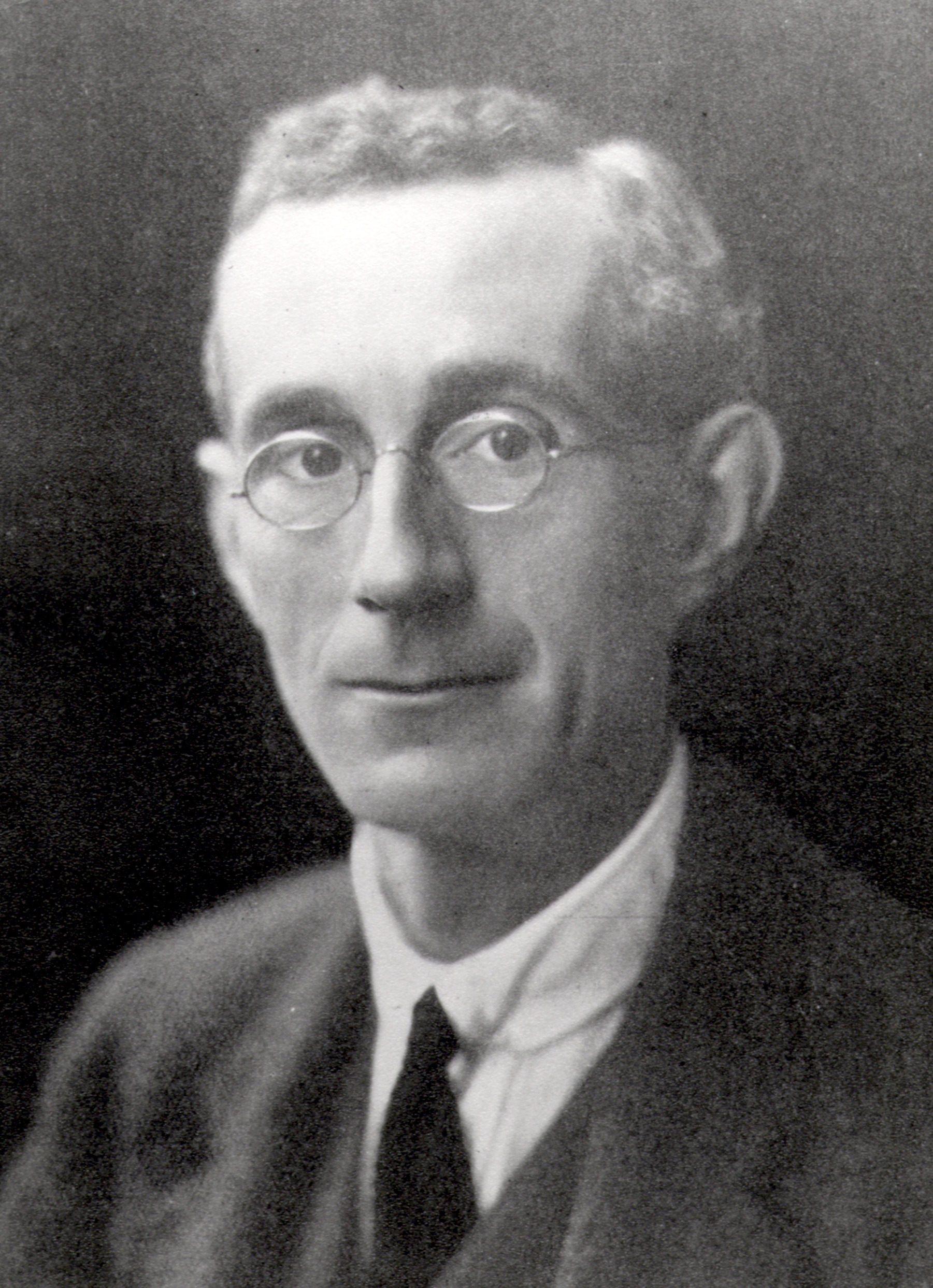
Robin John Tillyard

Robin John Tillyard, auch Robin Tillyard, (* 31. Januar 1881 in Norwich/England; † 13. Januar 1937) war ein australischer Entomologe und Paläontologe.

## Leben
Tillyard studierte Mathematik und Naturwissenschaften mit dem B.A. der Universität Cambridge (Queens’ College) 1903 als einer der Besten seines Jahrgangs (senior optime in Mathematik). Danach befasste er sich mit Theologie und orientalischen Sprachen, gab aber seinen Plan, Theologe zu werden, auf und wanderte 1904 nach Australien aus, wo er als Lehrer für Mathematik und Naturwissenschaften an der Sydney Grammar School wirkte. 1913 begann er mit einer Research Scholarship an der University of Sydney Biologie zu studieren mit einem Bachelor-Abschluss 1914. Im selben Jahr wurde seine Karriere durch eine schwere Verletzung bei einem Eisenbahnunglück unterbrochen, wovon er ein Rückenleiden behielt. 1915 wurde er Linnean Macleay Fellow an der Universität Sydney und 1917 Lecturer. 1920 wurde er Leiter der Abteilung Biologie am Cawthron Institute in Nelson (Neuseeland). Die Einladung erfolgte in erster Linie, da seine Kenntnis aquatischer Insekten bekannt war und man sich Erfolge bei der Aufklärung der Lachs-Rückgänge erhoffte. 1928 wurde er zum ersten Vorsitzenden der neu geschaffenen Abteilung für Ökonomische Entomologie bei der CSIRO in Canberra ernannt und deren leitender Entomologe, hauptsächlich aufgrund seiner Erfolge und Erfahrung bei der Bekämpfung von Schadinsekten. Sein Schwerpunkt in biologischer Schädlingsbekämpfung brachte aber keine schnellen Erfolge und hinzu kamen Probleme in der Mitarbeiterführung, so dass er in seiner Stelle zunehmend isoliert war. 1934 trat er aus Gesundheitsgründen zurück und ging in Pension. Er blieb aber weiter wissenschaftlich aktiv, nachdem er sich gesundheitlich erholte, und wirkte auch in den USA.
Er war in erster Linie Taxonom mit einem starken Interesse für Paläo-Entomologie. Im Jahr 1917 veröffentlichte er The Biology of Dragonflies und 1916 The Insects of Australia and New Zealand, das für über 50 Jahre zum Standardwerk zur australischen Entomologie wurde. Er veröffentlichte viel über Odonata, Plecoptera, Neuroptera und andere Ordnungen sowie über ausgestorbene Insekten, die Flügeladerung von Insekten und die Phylogenie von Insekten. Außerdem befasste er sich mit biologischer Schädlingsbekämpfung. Insbesondere hatte er in Neuseeland Erfolg bei der Bekämpfung der Apfelblutlaus mit der Blutlaus-Zehrwespe, die schon erfolgreich in Frankreich eingesetzt worden war. Ihm gelangen einige wichtige Funde fossiler Insekten. Unter anderem untersuchte er fossile Insekten aus dem Perm von Elmo (Kansas). Er ist Erstbeschreiber der den Blattodea zuzuordnenden fossilen Insektengattung Triassoblatta TILLYARD, 1919 mit der Typus-Art Triassoblatta typica TILLYARD, 1919 aus der Trias von Queensland in Australien. 
1909 heiratete er Patricia Cruske, mit der er vier Töchter hatte.
Er war Mitherausgeber des Australian National Review und im Rat des Canberra University College.

## Ehrungen
Die Royal Society of New South Wales verlieh ihm 1931 die Clarke-Medaille und die Linnean Society of London 1917 den Crisp Prize. Außerdem erhielt er die Trueman Wood Medal der Royal Society of Arts and Science, die Mueller Medal (1935) und die R. M. Johnston Memorial Medal der Royal Society of Tasmania. 1925 wurde er Fellow der Royal Society. 1920 erhielt er einen D.Sc. der Universität Cambridge und 1918 der Universität Sydney. 1928 wurde er Ehren-Fellow des Queens’ College in Cambridge.

## Schriften
- Description of the Fossil Insects. In: R. J. Tillyard u. B. Dunstan: Mesozoic and Tertiary Insects of Queensland and New South Wales. With 6 text-figures and 9 plates. Queensland Geological Survey Publication no. 253., Brisbane 1916, S. 11–63 Archive
- The Biology of Dragonflies (Odonata or Paraneuroptera), Cambridge 1917 Archive
- Mesozoic Insects of Queensland. No. 6 Blattoidea. In: The Proceedings of the Linnean Society of New South Wales 44, Sydney 1919, S. 358–382 Archive
- Mesozoic Insects of Queensland. No. 7 Hemiptera Homoptera; with a note on the phylogeny of the suborder In: The Proceedings of the Linnean Society of New South Wales 44, Sydney 1920, S. 857–896 Archive
- The Insects of Australia and New Zealand, Sydney: Angus and Robertson 1926
- mit Edgeworth David:  Memoir on Fossils of the late Pre-Cambrian, 1936